# آنمی فانکونی
آنمی فانکونی (به انگلیسی: Fancono anemia) یک بیماری ژنتیکی است. اتوزومال مغلوب با شیوع ۱ در هر ۳۵۰٬۰۰۰ تولد با شیوع بیشتر در یهودیان اشکنازی و آفریقایی‌های واقع در جنوب آفریقا.
آنمی فانکونی در نتیجه نقص در شاخه‌ای از پروتئین‌های مسئول در ترمیم دی‌ان‌ای ایجاد می‌شود. در نتیجه در بسیاری از بیماران سرطان (شایعترین آن اغلب لوکمی میلوژنوس حاد (به انگلیسی: acute myelogenous leukemia)) و در ۹۰ درصد موارد نارسایی مغز استخوان رخ می‌دهد.

## علایم بالینی
شایعترین ناهنجاری، هیپرپیگمانتاسیون پوستی (تیرگی پوست) در تنه، گردن، نواحی کشاله ران و همچنین لکه‌های شیر قهوه‌ای (به انگلیسی: Cafe-au--late spots) و پیسی (به انگلیسی: vitiligo) به تنهایی یا همراه با موارد ذکر شده‌است.
در نتیجه ترشح غیرطبیعی هورمون رشد بسیاری از بیماران دچار کوتاهی قد هستند. فقدان انگشت یا انگشتان دو شاخه، بسیار شایع است. ناهنجاری‌های پا، در رفتگی مادرزادی لگن، در این بیماران دیده می‌شود. در جنس مذکر ممکن است آلت تناسلی تکامل پیدا نکرده یا فرد دچار بیضه‌های نزول نیافته یا آتروفی آنها، هیپواسپادیازیس، فیموزیس شود. در جنس مؤنث ناهنجاری‌هایی در واژن، رحم یا تخمدان ممکن است ایجاد شود. بسیاری از بیماران دچار ناهنجاری‌هایی در صورت شامل میکرو سفالی، چشمان کوچک، چین‌های اپیکانتال، شکل، اندازه و موقعیت غیرطبیعی گوش و چانه کوچک دیده می‌شود. در ۱۰ درصد موارد این بیماران دچار عقب ماندگی ذهنی هستند.
در تصویربرداری کلیه اکتوپیک یا خارج شکمی، کلیه لگنی، کلیه‌های نعل اسبی ممکن است یافت شود.

## یافته‌های آزمایشگاهی
نارسایی مغز استخوان اغلب در دههٔ اول زندگی رخ می‌دهد. به‌طور اولیه کاهش در تعداد پلاکتها سپس در گرانولوسیت‌ها ایجاد می‌شود و نهایتاً آنمی ماکروسیتبک رخ می‌دهد.

## تشخیص
با یافته‌های غیرطبیعی در آزمایش‌های خون و ناهنجاری‌های فیزیکی در بدن حاصل می‌شود.